# Shika
Shika (志賀町?) è una cittadina giapponese della prefettura di Ishikawa.